# Anurolimnas viridis
Anurolimnas viridis là một loài chim trong họ Rallidae.